# Physalaemus camacan
Physalaemus camacan es una especie de anfibio anuro de la familia Leptodactylidae.

## Distribución geográfica
Esta especie es endémica del estado de Bahía en Brasil. Habita a unos 35 m de altitud en el municipio de Una.

## Etimología
Esta especie lleva el nombre en honor a los camacanos.

## Publicación original
- Pimenta, Cruz & Silvano, 2005 : A new species of the genus Physalaemus Fitzinger, 1826 (Anura, Leptodactylidae) from the Atlantic Rain Forest of southern Bahia, Brazil. Amphibia-Reptilia, vol. 26, n.º 2, p. 201-210[6]